# ハルジー朝

ハルジー朝
سلسله خلجی
Sulṭanat Khalji

ハルジー朝（ハルジーちょう、Khalji dynasty）またはハルジー・スルターン朝（سلسله خلجی 転写: sulṭanat ḫalji、英語: Khalji Sultanate）は、インド北部（デカン、南インドも含む）を支配したデリー・スルターン朝第2のトルコ系イスラーム王朝（1290年 - 1320年）。首都はデリー。ヒルジー朝（Khilji dynasty）ともいう。

## 歴史

### 成立
1287年に奴隷王朝のギヤースッディーン・バルバンが死んだ後、後を継いだムイズッディーン・カイクバードが若年で統率力が無かったため、貴族などによる内紛が続くが、その中からテュルク系の混血部族とみなされて奴隷王朝では低く扱われていたハルジー族が台頭した。
その長ジャラールッディーン・ハルジーは、1290年にカイクバードを殺害して奴隷王朝を滅ぼし、自らスルターン位に即位してハルジー朝を開いた。

### アラー・ウッディーンの治世
しかし、ジャラールッディーン・ハルジーは1296年に甥のアラー・ウッディーン・ハルジーによって暗殺された。
かわって、第3代スルターンに自ら即位したアラー・ウッディーンは卓越した軍事的才能の持ち主で、モンゴル帝国によるインド侵入を数度に渡って撃退した。ギヤースッディーン・バルバンに率いられた奴隷王朝に撃退されて以降、モンゴル帝国が抱いていたインド侵略を再び挫折させることに成功し、これらの武勲で一気に名声を高めたアラー・ウッディーンは自らを「第二のアレクサンドロス大王（シカンダル・サーニーまたはスィカンダル・サーニー）」と称した。
アラー・ウッディーンはモンゴル帝国の脅威がなくなるとマリク・カーフールに命じ、積極的なデカン、南インド遠征を敢行し、ヤーダヴァ朝、カーカティーヤ朝、ホイサラ朝といったヒンドゥー王朝を服属させ、パーンディヤ朝の首都マドゥライを落とし、1310年までにデカン、インド南部の大半を占領してデリー・スルタン朝に広大な版図をもたらした。
また、この頃、現アフガニスタンの山岳地帯に駐留してたびたびインドに侵入してきたモンゴル帝国のチャガタイ・ハン国軍を、ハルジー朝に仕える地方総督のギヤースッディーン・トゥグルクらの活躍で撃退し、インドの自立を保っている（モンゴルのインド侵攻）。
アラー・ウッディーンは、内政面においては、貴族統制のために密告を奨励したり、ヒンドゥー教徒の地方領主を抑圧して統制力を高め、厳格な物価統制や検地による経済と税収の安定化を行なうなど、強圧的に施策を行った。さらに、デカン、南インド遠征の成功により得た多大な戦利品などもあって、ハルジー朝は文化的、経済的にも大きく発展することとなり、全盛期を迎えた。だが、アラー・ウッディーンの晩年には奢侈に溺れ、早くも衰退の兆しが見え始めた。

### 衰退と滅亡
1316年にアラー・ウッディーンが死去した後、アラー・ウッディーンの側近であった宦官のマリク・カーフールが実権を掌握した。さらにカーフールによる傀儡政権が短期間で倒れた後も、スルターン位と権力を巡る争いが続いて政治が混乱し、この内紛でハルジー朝は急速に衰退していった。
後を継いだのは結局、アラー・ウッディーンの放蕩者の息子クトゥブッディーン・ムバーラク・シャーで、奴隷のホスロー・ハーンが実権を握って、1320年にムバーラク・シャーは殺害された。
同年にギヤースッディーン・トゥグルクが内紛を制して、トゥグルク朝を起こしてハルジー朝に取って代わり、アラー・ウッディーンの死からわずか4年後、ハルジー朝はわずか30年で滅亡した。

## 歴代君主
1. ジャラールッディーン・フィールーズ・シャー（在位：1290年 - 1296年）
2. ルクヌッディーン・イブラーヒーム（在位：1296年）（ジャラールッディーン・ハルジーの子）
3. アラー・ウッディーン・ムハンマド・シャー（在位：1296年 - 1316年）（ジャラールッディーン・ハルジーの甥）
4. シハーブッディーン・ウマル（在位：1316年）（アラー・ウッディーン・ハルジーの子）
5. クトゥブッディーン・ムバーラク・シャー（在位：1316年 - 1320年）（アラー・ウッディーン・ハルジーの子）